# نبرد آنه‌گاوا
نبرد آنه‌گاوا (به ژاپنی: 稲姉川の戦い، Ane-gawa no Tatakai) نبردی بود که دوره سنگوکو و در ۳۰ ژوئیه سال ۱۵۷۰ میلادی مابین اودا نوبوناگاو، توکوگاوا ایه‌یاسو و از سوی دیگر آزای ناگاماسا و آساکورا یوشیکاگه درگرفت. این نبرد نزدیک دریاچه بیوا در ولایت اومی (استان شیگا کنونی) رخ داد. اولین نبردی است که اودا و توکوگاوا به صورت متحد و به همراه یکدیگر جنگیدند و همچنین به عنوان نبردی که به‌طور مؤثری در آن از سلاح گرم استفاده شد، شهرت دارد.
نوبوناگا با به عقد درآوردن خواهرش اوایچی با آزای ناگاماسا دایمیوی ولایت اومی شمالی با این ولایت روابط سیاسی برقرار کرد و با سپاهی متحد به ولایت اومی جنوبی که دشمن مشترکشان بود حمله کردند اما پس از آن نوبوناگا به ولایت اچیزن به امیری آساکورا یوشیکاگه حمله کرد. خاندان آزای با خاندان آساکورا از قدیم روابطی عمیق داشتند و با هم پیمان بسته بودند از این رو بود که پس از این حمله ناگاماسا که حال همسر خواهر نوبوناگا شده بود، در مقابل نوبوناگا قرار گرفت و به یاری خاندان آساکورا شتافت.